# Sanciaella
Sanciaella is een geslacht van weekdieren uit de klasse van de Gastropoda (slakken).

## Soort
- Sanciaella minahasa Moolenbeek & Hoenselaar, 2010